# Scotta
La scotta è un termine marinaresco che designa una cima, ovvero una corda, che consente di bordare (orientare) una vela.
Per sfruttare il vento come mezzo di propulsione si devono regolare le vele dell'imbarcazione a seconda della rotta che si vuol tenere, ovvero orientarle correttamente rispetto alla direzione del vento. Per far questo si utilizzano le scotte, che vengono tesate o allentate. Se tesiamo la scotta cazziamo la vela e la avviciniamo all'asse longitudinale della barca, mentre se allentiamo la scotta laschiamo la vela e la allontaniamo dall'asse longitudinale della barca, avvicinandola a quello trasversale.
In linea di principio la scotta di una vela va regolata fino a che i filetti segnavento si distendano indicando un'incidenza del profilo alare nei termini di laminarità e al di fuori dello stallo.
Scopo primario delle scotte è quindi quello di ottenere il giusto angolo d'incidenza della vela rispetto alla direzione del vento; in combinazione con altre manovre possono anche lavorare sulla distribuzione del grasso su tutta la superficie della vela (ad esempio insieme al trasto o al Vang).
Secondo una delle tante versioni, l'origine della parola deriva dal bruciore che genera lo scorrimento veloce di una cima nelle mani di un uomo.
Siccome le scotte sono cime che hanno bisogno di essere lascate molto velocemente in caso di raffica, questo provocava delle bruciature nelle mani dei marinai. Oggigiorno, grazie a guanti sempre più sofisticati e a cime più morbide, è più difficile che accada.